# صحنة (إيران)
صحنة (بالفارسية: صحنه) (بالکردیة: سەنە، Sana'a) هي مدينة تقع في إيران في قسم. يقدر عدد سكانها بـ 34,133 نسمة .

## أعلام
- سيد خليل علي نجاد